# 公安審査委員会設置法
公安審査委員会設置法（こうあんしんさいいんかいせっちほう、昭和27年7月21日法律第242号）は、公安審査委員会の設置、任務、所掌事務および組織に関する法律である。

## 概説
破壊活動防止法・無差別大量殺人行為を行った団体の規制に関する法律（団体規制法）は、団体に対する解散や活動の制限等の規制を行うもので、恣意的に運用すれば結社の自由を容易に侵害できることから、日本国憲法の精神に則り、国民の基本的人権が最も尊重されるような手続によらなければならない。このことから、これらの法律の判断・処分権者である公安審査委員会について、その独立性・第三者性等を確保するための制度を定めたものである。

### 任務・所掌事務
次に掲げる、破壊的団体及び無差別大量殺人行為を行った団体の規制に関し、適正な審査及び決定を行うことを任務とする。
- 破壊的団体に対する規制に関する審査（第2条第1号）
- 破壊的団体に対する活動制限の処分（第2条第2号）
- 破壊的団体に対する解散の指定（第2条第3号）

- 無差別大量殺人行為を行った団体に対する観察処分（第2条第4号）
- 無差別大量殺人行為を行った団体に対する再発防止処分（第2条第5号）

- 法律等に基づき委員会に属させられた事務（第2条第6号）

なお、公安審査委員会が職権で自ら審査を開始することはできない（破壊活動防止法第11条、団体規制法第12条第1項）。団体の調査・規制の請求を行う機関と、審査・決定を行う機関を分離することで、権限が過度に集中して、専断にわたる危険を避けるためである。

### 組織
- 公安審査委員会は、法務省の外局として設置される（第1条の2）。判断権者が裁判所でないのは、将来暴力主義的な破壊活動が行われる危険を現認し、これを根拠に団体に規制を行うような措置は、行政権の下で行われるのが妥当であるからと説明されている[3]。
- 委員長だけではなく委員ですら全員が国会同意人事とされている（第5条第1項）ほか、破産手続開始決定・禁錮以上の刑に処せられた場合・委員会内部での懲戒等を除いて在任中その意に反して解職されることがない（第7条）等、強力な身分保障が図られている。これは、準裁判官的な身分[4]を与えることで規制に関する審査・決定が自由かつ公正に行われることを保障するためである[5]。
- 3名以上が同一の政党に所属している者であってはならず（第5条第4項）、3名が同一の政党に属する者になったならば、両議院の同意のもと内閣総理大臣が2人になるまで委員を罷免する（第9条第1項）としている。政党を解散し得る委員会である[6]ため、同一政党によって支配されることを避けるためとされる[7]。